# Lisa Arce
Lisa Arce (Manhattan Beach, 8 de julio de 1969) es una deportista estadounidense que compitió en voleibol, en la modalidad de playa. Ganó una medalla de plata en el Campeonato Mundial de Vóley Playa de 1997.

## Palmarés internacional
| Campeonato Mundial | Campeonato Mundial           | Campeonato Mundial | Campeonato Mundial |
| Año                | Lugar                        | Medalla            | Pareja             |
| ------------------ | ---------------------------- | ------------------ | ------------------ |
| 1997               | Los Ángeles (Estados Unidos) | Medalla de plata   | Holly McPeak       |